# Kwatachewi
Kwatachewi – prawosławny klasztor w Wewnętrznej Kartlii, w pobliżu miejscowości Kawtischewi, 55 km od Tbilisi.
Klasztor Kwatachewi został wzniesiony w XII w. w stylu typowym dla gruzińskiej architektury sakralnego tego okresu (jego najdoskonalszym przykładem jest katedra w Samtawisi). Główna cerkiew monasterska jest świątynią krzyżowo-kopułową z pojedynczą kopułą w centralnym punkcie nawy, wspartą na czterech filarach. Wschodnia elewacja świątyni dekorowana jest zdobionym rzeźbami krzyżem, który harmonijnie łączy się z obramowaniem okna. Brak natomiast dekoracji arkadowej typowej dla starszych gruzińskich cerkwi.
W latach 1896–1898 przełożonym klasztoru był późniejszy katolikos-patriarcha Gruzji Kirion II.